# Apollonie Sabatier
Pour les articles homonymes, voir Sabatier.
Apollonie Sabatier, pseudonyme de Aglaé Joséphine Savatier, née le 7 avril 1822 à Mézières (Ardennes) et morte le 3 janvier 1890 à Neuilly-sur-Seine (Hauts-de-Seine), est une demi-mondaine et salonnière française, égérie de nombreux artistes au milieu du XIXe siècle.

## Biographie
Aglaé Savatier est la fille illégitime d'Étienne Louis Harmant, vicomte d'Abancourt, et d’une blanchisseuse nommée Marguerite. Cette blanchisseuse fut établie par le père de sa fille, peu après la naissance de l'enfant, puis épousera un soldat, André Savatier, dont elle aura deux fils et une fille.
Plus tard, Aglaé préférera se renommer Apollonie Sabatier, une fois installée par son amant, l'homme d’affaires franco-belge, amateur d'art et collectionneur, Alfred Mosselman (1810-1867), qu'elle rencontrera vers 1838.
À l'hôtel Pimodan (anciennement hôtel de Lauzun) dans l'île Saint-Louis à Paris, où elle avait habité avant de s'installer au no 4 de la rue Frochot, vivaient Théophile Gautier, Charles Baudelaire et le peintre Joseph Ferdinand Boissard de Boisdenier (1813-1866). Ce dernier y tenait portes ouvertes. Là, elle fit connaissance de tout un peuple d'artistes. Sa première rencontre en 1851 avec Baudelaire eut pour témoins le maître de maison ainsi que Gautier et le sculpteur Jean-Jacques Feuchère. Gautier a décrit dans sa préface à la première édition posthume des Œuvres de Baudelaire, ce premier contact mémorable. Baudelaire vouera longtemps à cette jeune femme ravissante une passion secrète, la considérant comme « son ange gardien ».
Elle fut l’une des trois femmes (avec Jeanne Duval et Marie Daubrun) qui lui inspirèrent certains de ses poèmes. On peut distinguer un cycle « Madame Sabatier », au sein du recueil Les Fleurs du mal. Baudelaire écrira entre autres pour elle Harmonie du soir. Ils devinrent amants seulement en 1857, mais le poète se désintéressa peu à peu d'elle et rompra avec elle le 31 août 1857.
Durant les décennies 1840 et 1850, elle est l'égérie des artistes et poètes modernes sous le surnom de « la Présidente », tenant salon sur invitation au no 4 rue Frochot, près de la place Pigalle récemment aménagée autour de laquelle s'étaient installés nombre d'artistes. Alfred Mosselman lui suggéra de recevoir sans invitation le cercle d'amis chaque dimanche. Ces réunions devenant institutionnalisées, il fut décidé, par jeu, qu'elle en serait la présidente.
Tous ses admirateurs et soupirants de la surnommer « la Présidente » désormais : Maxime du Camp, Alexandre Dumas père, Ernest Feydeau, Gustave Flaubert, Théophile Gautier, Edmond de Goncourt, Arsène Houssaye, Alfred de Musset et Gérard de Nerval ; les peintres : Ernest Meissonnier, Charles Jalabert et Gustave Ricard ; les sculpteurs : Auguste Préault et Auguste Clesinger, et puisqu'elle avait appris le chant dès son jeune âge, les musiciens comme Ernest Reyer ou Hector Berlioz. Quant à Meissonier, Ricard, Vincent Vidal et Jalabert, entre autres, ils firent son portrait en buste ou en pied.
Flaubert et Gautier ont écrit des articles sur elle ; en 1850, Théophile Gautier lui consacre sa Lettre à la Présidente.
Dans le tableau de Gustave Courbet L'Atelier du peintre, elle serait représentée avec son amant Alfred Mosselman, qui, désirant que ses amis mesurent son bonheur, tant sa muse est séduisante, la fait mouler sur nature, puis sculpter par Auguste Clésinger, qui crée cette célèbre statue, objet de scandale au Salon de 1847, initialement nommée Rêve d'amour avant d'être rebaptisée Femme piquée par un serpent (Paris, musée d'Orsay).
Elle aurait refusé « l'indemnité de départ » que lui offrait Mosselman, qui l'avait délaissée pour une maîtresse plus jeune, antiquaire de son état, et préféra vendre sa propre collection d'objet d'art à Richard Wallace, dont elle fut la maîtresse vers 1860 ; celui-ci, secrétaire particulier — et dit-on fils naturel — devint en 1870 le principal héritier du richissime lord Richard Seymour-Conway (1800-1870), grand collectionneur d'objets d'art français du XVIIIe siècle.
En 1863, Mosselman vendit sa collection après avoir cédé ses domaine et château de Condé-sur-Ithon à sa sœur Fanny (1808-1880), épouse Le Hon et maîtresse de Morny.
En 1870, Wallace aurait dit à Apollonie Sabatier « si je deviens riche, je penserai à toi » et lui aurait fait remettre 50 000 livres de rente.
Sa tombe se trouve au cimetière ancien de Neuilly-sur-Seine.

## Galerie

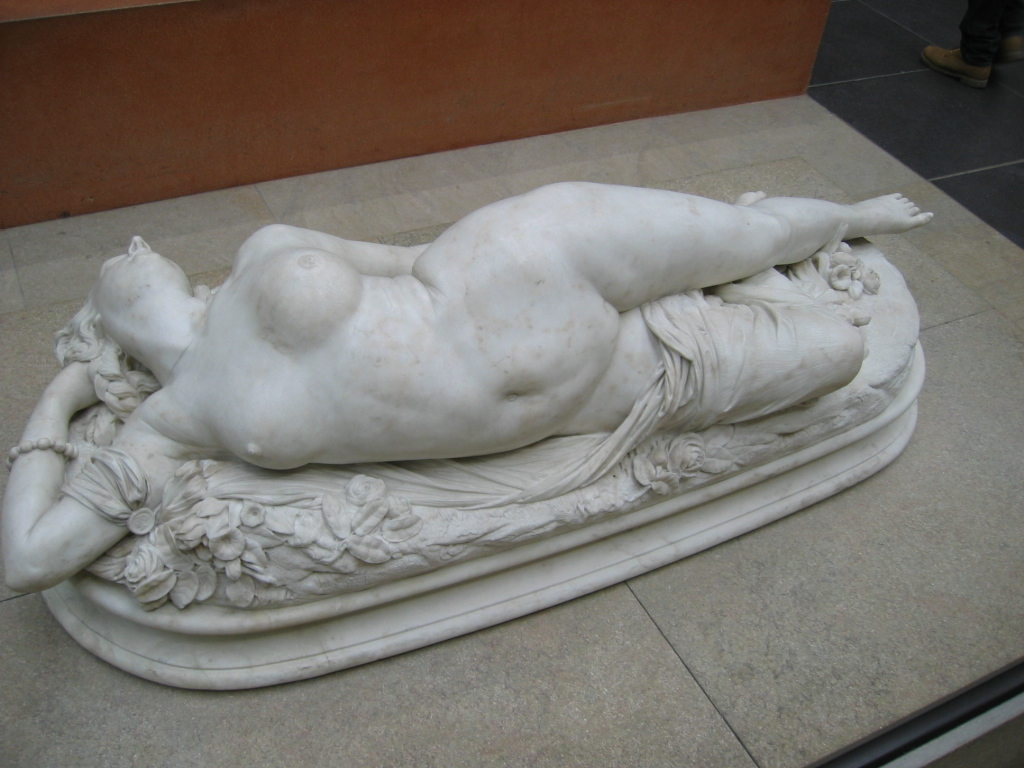
Auguste Clésinger, Femme piquée par un serpent, Paris, musée d'Orsay.
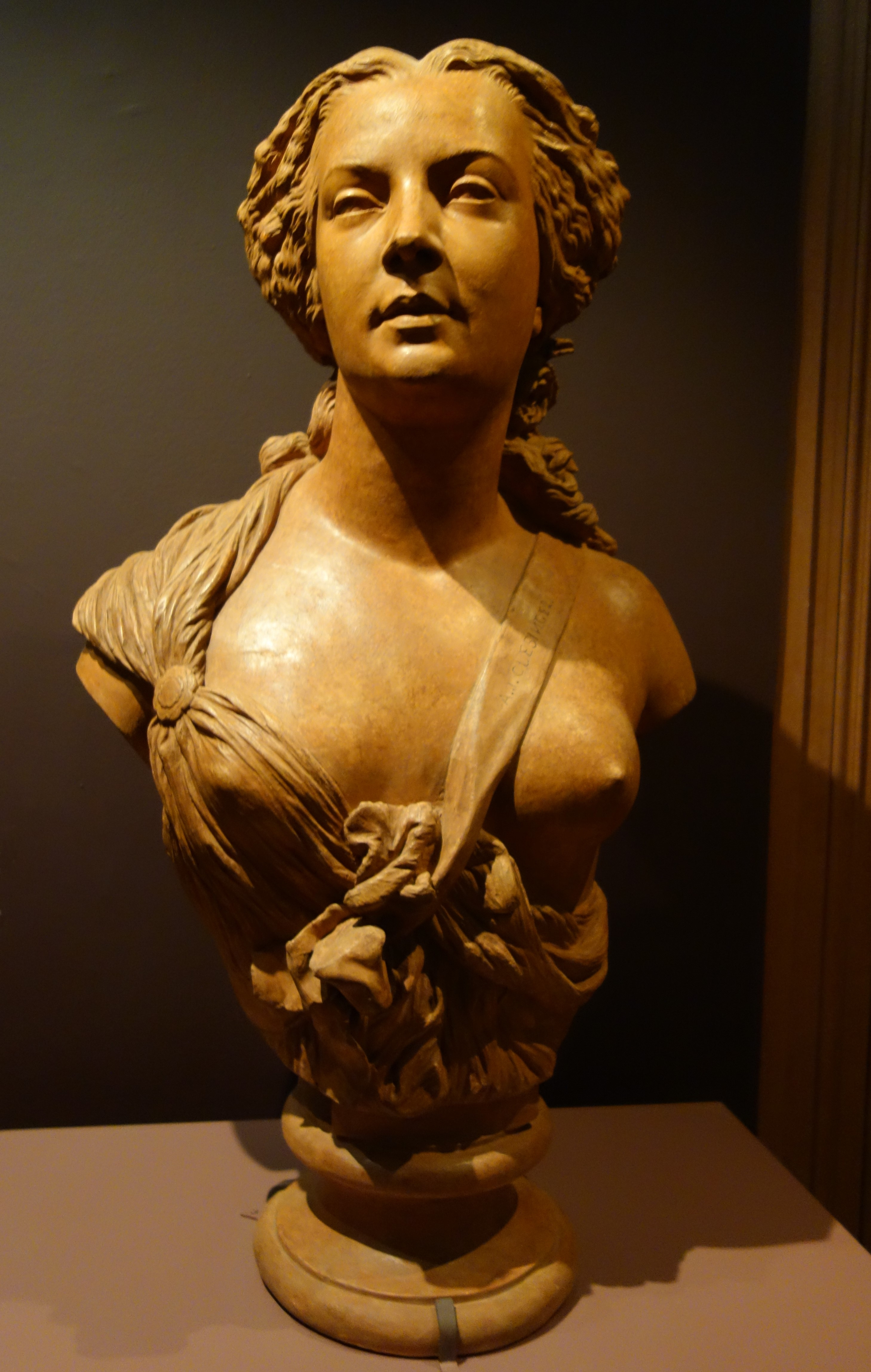
Attribué à Auguste Clésinger, Buste présumé de Madame Sabatier, 1847, œuvre non sourcée, localisation inconnue.
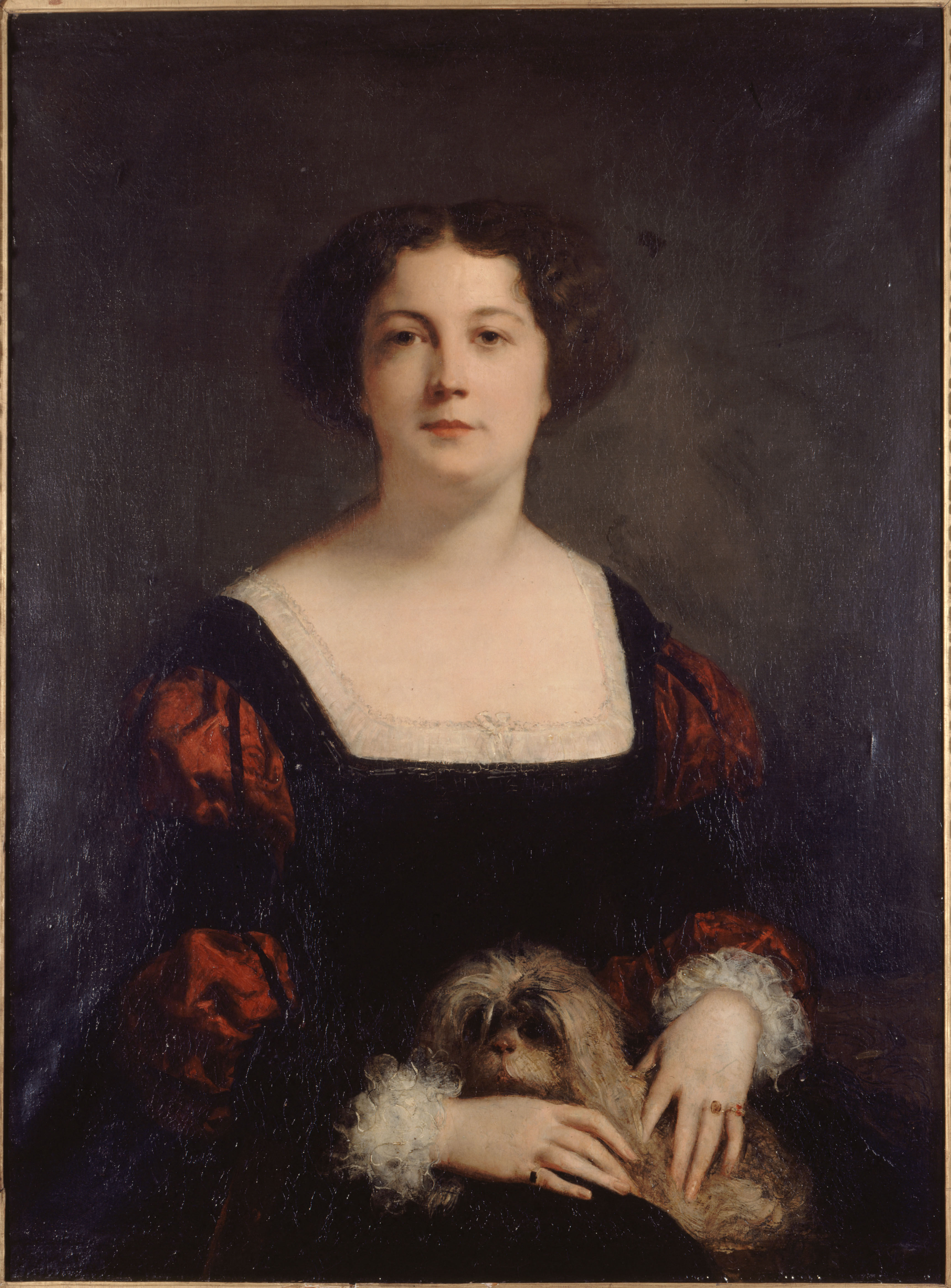
Peinture de Gustave Ricard, musée Carnavalet, Paris.
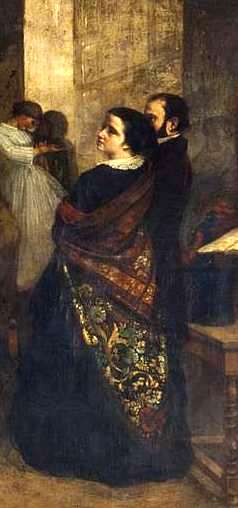
Vue détaillée du couple Sabatier dans l'atelier du peintre Gustave Courbet en 1855.